# Figura di Lichtenberg

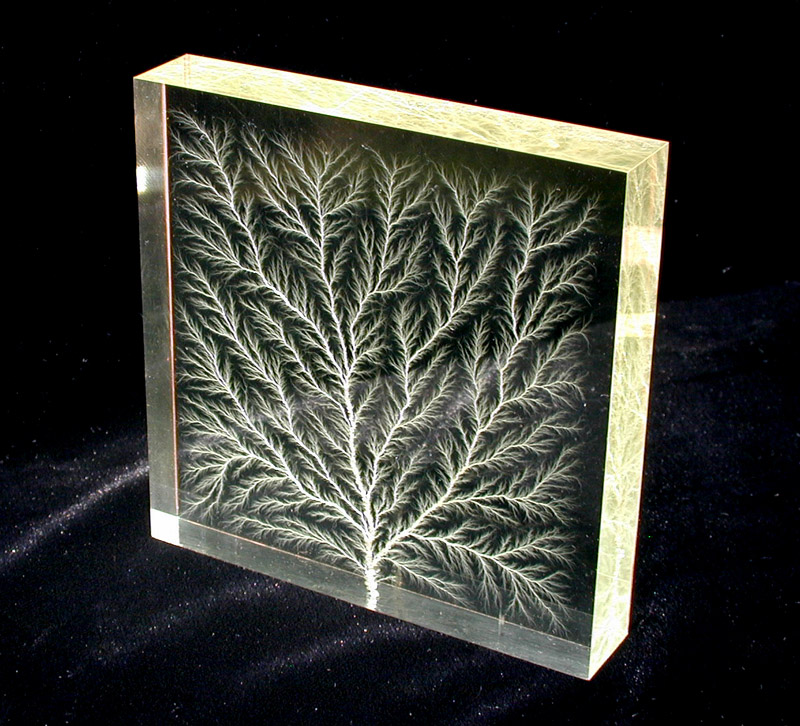
Figura di Lichtenberg in una lastra di plexiglas

Le figure di Lichtenberg sono figure con forma ramificata, simili alla forma delle scariche elettriche, che appaiono sulla superficie o all'interno di materiali isolanti durante rottura dielettrica. Possono anche apparire sulle vittime di un fulmine.
Sono spesso associate al progressivo deterioramento di componenti e apparecchiature ad alta tensione, e il loro studio fornisce agli ingegneri preziose informazioni per migliorare l'affidabilità a lungo termine delle suddette apparecchiature. Le figure di Lichtenberg sono note anche per essere esempi di frattali.

## Storia

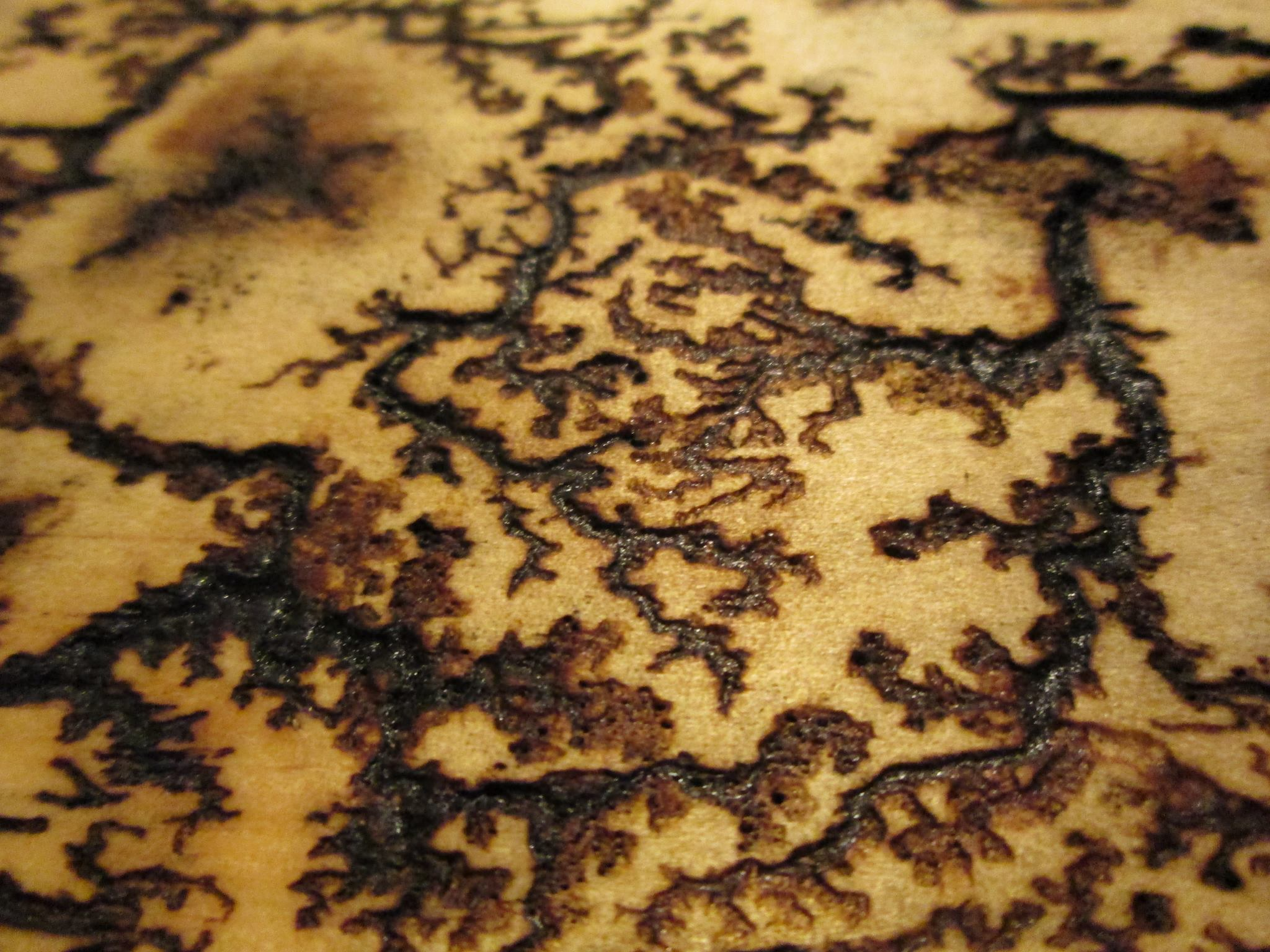
Figura di Lichtenberg su legno

Le figure di Lichtenberg prendono il nome dal fisico tedesco Georg Christoph Lichtenberg, che originariamente le scoprì e le studiò. Quando furono scoperti per la prima volta, si pensò che le loro forme caratteristiche potessero aiutare a rivelare la natura di ciò che allora veniva chiamato "fluido" elettrico, positivo o negativo. Nel 1777, Lichtenberg costruì un elettroforo di grandi dimensioni per generare elettricità statica ad alta tensione attraverso l'induzione. Dopo aver scaricato un punto ad alta tensione sulla superficie di un isolatore, ha registrato i modelli radiali risultanti spruzzando sulla superficie una miscela di zolfo in polvere, minio e tetrossido di tripiombo. Stampando su carta questi fogli bianchi, Lichtenberg è stato in grado di trasferire e registrare queste immagini, scoprendo così il principio base della moderna xerografia.
Questa scoperta fu anche il precursore della scienza moderna della fisica del plasma. Sebbene Lichtenberg abbia studiato solo figure bidimensionali (2D), i moderni ricercatori di alta tensione studiano figure 2D e 3D (alberi elettrici) su materiali isolanti e all'interno.

## Somiglianze frattali
I modelli ramificati e auto-simili osservati nelle figure di Lichtenberg mostrano proprietà frattali. Le figure di Lichtenberg si sviluppano spesso durante la rottura dielettrica di solidi, liquidi e persino gas. Il loro aspetto e la loro crescita sembrano essere collegati a un processo chiamato aggregazione a diffusione limitata (DLA). Un utile modello macroscopico che combina un campo elettrico con DLA è stato sviluppato da Niemeyer, Pietronero e Weismann nel 1984 ed è noto come il modello dielettrico di rottura (DBM).
Sebbene i meccanismi di rottura dielettrica dell'aria e quelli del polimetilmetacrilato siano considerevolmente diversi, le scariche di ramificazione nell'una e nell'altro, risultano essere strettamente correlate. Quindi, non dovrebbe sorprendere che anche le forme di ramificazione prese dai fulmini naturali abbiano caratteristiche frattali.

## Fiori di fulmine
Le figure di Lichtenberg possono anche apparire sulla pelle delle vittime di un fulmine. Si tratta di motivi rossastri simili a felci che possono persistere per ore o giorni. Sono anche un utile indicatore per gli esaminatori medici nel determinare la causa della morte. Si pensa che siano causate dalla rottura dei capillari sotto la pelle per effetto della corrente elettrica indotta o dell'onda d'urto del fulmine che scarica sulla superficie della pelle.